# Ciclotema

Dos diagramas que ilustran el desplazamiento de las facies sedimentarias durante la regresión y transgresión marina.

En geología el término ciclotema se utiliza para designar los estratos depositados durante un ciclo sedimentario. Un ciclotema está separado del inferior y superior por una discontinuidad estatrigráfica. Ciclotemas, en plural, se emplea para designar una sucesión de estratos en los que se alternan los depósitos de origen marino y continental. Los yacimientos de carbón, por ejemplo, se presentan en series sedimentarias cíclicas en las que alternan los materiales de origen marino y no marino, consecuencia de transgresiones y regresiones marinas.

## Formación
Se han propuesto diferentes mecanismos para explicar la formación de ciclotemas:
- Alteraciones en el nivel del terreno por hundimientos o elevación.
- Oscilaciones en el nivel del mar por glaciaciones y cambios climáticos.
- Sedimentación diferencial relacionada con cambios en la profundidad del mar en el área, corrientes marinas, proximidad a la desembocadura de un río o campactación de sedimentos.

Probablemente en la mayor parte de los casos intervengan varios procesos de los propuestos. 